# Coppa Sabatini 1975
La Coppa Sabatini 1975, ventiquattresima edizione della corsa, si svolse il 7 agosto 1975 su un percorso di 246 km. La vittoria fu appannaggio dell'italiano Giovanni Battaglin, che completò il percorso in 6h02'00", precedendo i connazionali Celestino Vercelli e Pierino Gavazzi.

## Ordine d'arrivo (Top 10)
| Pos. | Corridore           | Squadra            | Tempo    |
| ---- | ------------------- | ------------------ | -------- |
| 1    | Giovanni Battaglin  | Jolly Ceramica     | 6h02'00" |
| 2    | Celestino Vercelli  | Scic               | a 0'17"  |
| 3    | Pierino Gavazzi     | Jolly Ceramica     | s.t.     |
| 4    | Adriano Pella       | Zonca-Santini      | a 0'22"  |
| 5    | Sigfrido Fontanelli | Filotex            | a 4'47"  |
| 6    | Francesco Moser     | Filotex            | a 4'50"  |
| 7    | Enrico Paolini      | Scic               | s.t.     |
| 8    | Bruno Zanoni        | Scic               | s.t.     |
| 9    | Felice Gimondi      | Bianchi-Campagnolo | s.t.     |
| 10   | Luciano Borgognoni  | Zonca-Santini      | s.t.     |